# Краса (фільм, 1996)
«Краса» (англ. Beautiful Thing) — британська романтична драма 1996 року, поставлена режисеркою Гетті Макдональд. Фільм є екранізацією однойменної п'єси англійського драматурга Джонатана Гарві 1993-го року. Спочатку фільм призначався для показу на телебаченні, та згодом через успіх стрічки, було вирішено почати його кінотеатральний прокат.
У березні 2016 року фільм увійшов до рейтингу 30-ти найвидатніших ЛГБТ-фільмів усіх часів, складеному Британським кіноінститутом (BFI) за результатами опитування понад 100 кіноекспертів, проведеного до 30-річного ювілею Лондонського ЛГБТ-кінофестивалю BFI Flare.

## Сюжет
Дії фільму відбувається в «робітничому» районі — Темсмід, на південному сході Лондона.
Джемі — підліток, який проходить період усвідомлення і прийняття своєї гомосексуальності. Попри те, що він приховує свою орієнтацію, за своєю суттю він нетовариський і не цікавиться типовими речами, якими цікавляться хлопчаки його віку, — це футбол і дівчата, через що піддається постійним знущанням з боку однокласників. Він живе з матір'ю Сандрою, яка працює офіціанткою в місцевому пабі, але мріє відкрити свій власний заклад. Робота не вимагає від неї високої культури, що вона регулярно і демонструє у спілкуванні. Останній хлопець з яким вона живе — Тоні, прибічник стилю хіпі, їздить на старому мікроавтобусі «Вольксваген», проте, він у хороших стосунках з Джемі.
Поряд з ними живе Лі — дівчина приблизно одного віку з Джемі і також без батька. Лі фанатка Мами Кас Еліот, практично вся музика у фільмі пісні Мами Кас Еліот, окрім цього вона всіляко наслідує її, як в одязі, так і в манері поведінки.
Джеми таємно закоханий у свого однокласника Сті, який живе в сусідній квартирі. Сті живе з батьком і старшим братом, які поводяться з ним, як з твариною, регулярно знущаючись і б'ючи за щонайменші помилки. Одного разу він вирішує втекти з дому і залишається на вулиці, де його бачить Сандра і пропонує побути трохи в них. За відсутністю вільного ліжка Сті довелося спати з Джемі. Наступного дня, коли батько з братом сильно побили Сті за те, що той дав здачу Тревору, він знову ночував у них. Джемі запропонував зробити Сті масаж, щоб зняти біль, але не стримується і цілує його, після чого вони проводять ніч разом.
Після цього Сті декілька днів уникає спілкування з Джемі. Сандра, помічаючи незвичайну поведінку Сті, цікавиться у сина причиною цього, на що той говорить, що Сті закоханий. Сандра запитує у самого Сті, і, незважаючи на заперечення, дає трохи грошей на подарунок його дівчині. Замість цього, на ці гроші, він купує шапочку і дарує її Джемі. Напередодні цього Джемі краде в одному з газетних кіосків Gay Times (популярний журнал для геїв у Великій Британії), з якого дізнається багато корисної інформації, зокрема адресу найближчого пабу для геїв (Глостер) і пропонує піти туди разом.
Наступного дня, Сандрі дзвонять зі школи і повідомляють про проблеми її сина, далі вона дивиться його шкільний зошит і бачить там безліч образливих написів з приводу його сексуальної орієнтації. Запідозривши недобре, вона простежує за Джемі і Сті до гей закладу й усе розуміє. Увечері вона лається з Джемі з цього приводу, але під кінець приймає його таким, яким він є, хоча далося їй це дуже важко. В цей же час Тоні доводиться рятувати Лі, яка в стані наркотичного сп'яніння і з жовтими колготками на голові, зображуючи Маму Кас, трохи не стрибає з балкона, а потім переходячи жваву дорогу, трохи не була збита автівками. А потім Джемі розповідає Сті, що Сандра про усе знає і вони розмовляють.
Наступного ранку Сандра розриває стосунки з Тоні. Джемі запрошує матір сходити у Глостер, а Сті — Лі. Джемі і Сті зустрічаються, щоб піти до пабу, але вирішують потанцювати. Вони танцюють у дворі їхнього будинку, під пісню Dream a Little Dream of Me, міцно обнявшись перед усіма сусідами, побачивши це, до них приєднується Сандра і Лі, яка вирішила, що тепер вона лесбійка. Багато хто шокований, деякі користуються випадком і підтримують.

## У ролях
| Лінда Генрі      | ···· | Сандра Генгель |
| Глен Беррі       | ···· | Джемі Генгель  |
| Бен Деніалс      | ···· | Тоні           |
| Скотт Ніл        | ···· | Сті Пірс       |
| Тамека Емпсон    | ···· | Лі Рассел      |
| Стівен М. Мартін | ···· | Раян Макбрайд  |
| Ендрю Фрайзер    | ···· | Джейсон        |

## Саундтрек
| #     | Назва                          | Автор                                     | Виконавець              | Тривалість |
| ----- | ------------------------------ | ----------------------------------------- | ----------------------- | ---------- |
| 1.    | «It's Getting Better»          | Баррі Менн, Сінтія Вейл                   | Mama Cass               | 2:59       |
| 2.    | «One Way Ticket»               | Брюс Гарт, Стівен Дж. Лоуренс             | Mama Cass               | 2:46       |
| 3.    | «California Earthquake»        | Джон Гартворд                             | Mama Cass               | 3:22       |
| 4.    | «Welcome to The World»         | Міртін Ігл Сігал, Скотт Інгліш            | Mama Cass               | 2:19       |
| 5.    | «Make Your Own Kind of Music»  | Беррі Менн, Сінтія Вейл                   | Mama Cass               | 2:19       |
| 6.    | «Creeque Alley»                | Джон Філіпс, Майкл Філіпс                 | The Mamas and The Papas | 3:48       |
| 7.    | «Dream a Little Dream of Me»   | Фабіан Андре, Вілбур Швондт               | The Mamas and The Papas | 3:13       |
| 8.    | «Move in a Little Closer Baby» | Роберт О'Коннор, Арнольд Джей Капітанеллі | Mama Cass               | 2:37       |
| 9.    | «California Dreamin'»          | Джон Філіпс, Майкл Філіпс                 | The Mamas and The Papas | 2:40       |
| 10.   | «Monday, Monday»               | Джон Філіпс                               | The Mamas and The Papas | 3:27       |
| 11.   | «I Saw Her Again»              | Джон Філіпс, Денні Догерті                | The Mamas and The Papas | 3:13       |
| 12.   | «Words of Love»                | Джон Філіпс                               | The Mamas and The Papas | 2:11       |
| 13.   | «Dedicated to the One I Love»  | Лоумен Полінг, Ральф Бесс                 | The Mamas and The Papas | 2:58       |
| 14.   | «Look Through My Window»       | Джон Філіпс                               | The Mamas and The Papas | 3:05       |
| 15.   | «Go Where You Wanna Go»        | Джон Філіпс                               | The Mamas and The Papas | 2:29       |
| 16.   | «Beautiful Thing Medley»       | Джон Альтман                              | Джон Альтман            | 7:59       |
| 51:28 |                                |                                           |                         |            |

## Визнання
| Нагороди та номінації фільму «Краса» | Нагороди та номінації фільму «Краса»          | Нагороди та номінації фільму «Краса»         | Нагороди та номінації фільму «Краса» | Нагороди та номінації фільму «Краса» | Нагороди та номінації фільму «Краса» |
| Рік                                  | Кінофестиваль/кінопремія                      | Категорія/нагорода                           | Номінант                             | Результат                            |                                      |
| ------------------------------------ | --------------------------------------------- | -------------------------------------------- | ------------------------------------ | ------------------------------------ | ------------------------------------ |
| 1996                                 | Міжнародний кінофестиваль в Сан-Паулу         | Приз міжнародного журі — Почесна згадка      | Краса                                | Перемога                             |                                      |
| 1996                                 | Паризький кінофестиваль                       | Гран-прі                                     | Краса                                | Перемога                             |                                      |
| 1996                                 | Міжнародний кінофестиваль у Форт-Лодердейл    | Приз за найкращий сценарій                   | Джонатан Гарві                       | Перемога                             |                                      |
| 1996                                 | Премія Європейської кіноакадемії              | Найкращий європейський молодіжний фільм року | Краса                                | Номінація                            |                                      |
| 1997                                 | Премія товариства незалежного кіно Chlotrudis | Найкращий фільм                              | Краса                                | Номінація                            |                                      |
| 1997                                 | Премія товариства незалежного кіно Chlotrudis | Найкраща акторка                             | Лінда Генрі                          | Номінація                            |                                      |
| 1997                                 | GLAAD Media Awards                            | Видатний фільм (обмежений реліз)             | Краса                                | Перемога                             |                                      |